# Granges-la-Ville
Pour les articles homonymes, voir Granges.
Granges-la-Ville est une commune française située dans le département de la Haute-Saône, la région culturelle et historique de Franche-Comté et la région administrative Bourgogne-Franche-Comté.

## Géographie

### Communes limitrophes
- Granges-le-Bourg, Secenans, Mignavillers et Senargent-Mignafans.

### Climat
Pour des articles plus généraux, voir Climat de la Bourgogne-Franche-Comté et Climat de la Haute-Saône.
En 2010, le climat de la commune est de type climat de montagne, selon une étude du Centre national de la recherche scientifique s'appuyant sur une série de données couvrant la période 1971-2000. En 2020, Météo-France publie une typologie des climats de la France métropolitaine dans laquelle la commune est exposée à un climat semi-continental et est dans la région climatique  Lorraine, plateau de Langres, Morvan, caractérisée par un hiver rude (1,5 °C), des vents modérés et des brouillards fréquents en automne et hiver. 
Pour la période 1971-2000, la température annuelle moyenne est de 10 °C, avec une amplitude thermique annuelle de 17,3 °C. Le cumul annuel moyen de précipitations est de 1 214 mm, avec 14 jours de précipitations en janvier et 10,3 jours en juillet. Pour la période 1991-2020, la température moyenne annuelle observée sur la station météorologique de Météo-France la plus proche, « Villersexel Sa », sur la commune de Villersexel à 11 km à vol d'oiseau, est de 10,8 °C et le cumul annuel moyen de précipitations est de 1 037,9 mm. 
La température maximale relevée sur cette station est de 38,4 °C, atteinte le 8 août 2003 ; la température minimale est de −19,4 °C, atteinte le 20 décembre 2009,,. 
Les paramètres climatiques de la commune ont été estimés pour le milieu du siècle (2041-2070) selon différents scénarios d'émission de gaz à effet de serre à partir des nouvelles projections climatiques de référence DRIAS-2020. Ils sont consultables sur un site dédié publié par Météo-France en novembre 2022.

## Urbanisme

### Typologie
Au 1er janvier 2024, Granges-la-Ville est catégorisée commune rurale à habitat dispersé, selon la nouvelle grille communale de densité à sept niveaux définie par l'Insee en 2022.
Elle est située hors unité urbaine. Par ailleurs la commune fait partie de l'aire d'attraction de Montbéliard, dont elle est une commune de la couronne,. Cette aire, qui regroupe 137 communes, est catégorisée dans les aires de 50 000 à moins de 200 000 habitants,.

### Occupation des sols
L'occupation des sols de la commune, telle qu'elle ressort de la base de données européenne d’occupation biophysique des sols Corine Land Cover (CLC), est marquée par l'importance des forêts et milieux semi-naturels (64,3 % en 2018), une proportion identique à celle de 1990 (64,3 %). La répartition détaillée en 2018 est la suivante : 
forêts (64,3 %), zones agricoles hétérogènes (29,2 %), zones urbanisées (5,8 %), terres arables (0,7 %). L'évolution de l’occupation des sols de la commune et de ses infrastructures peut être observée sur les différentes représentations cartographiques du territoire : la carte de Cassini (XVIIIe siècle), la carte d'état-major (1820-1866) et les cartes ou photos aériennes de l'IGN pour la période actuelle (1950 à aujourd'hui).

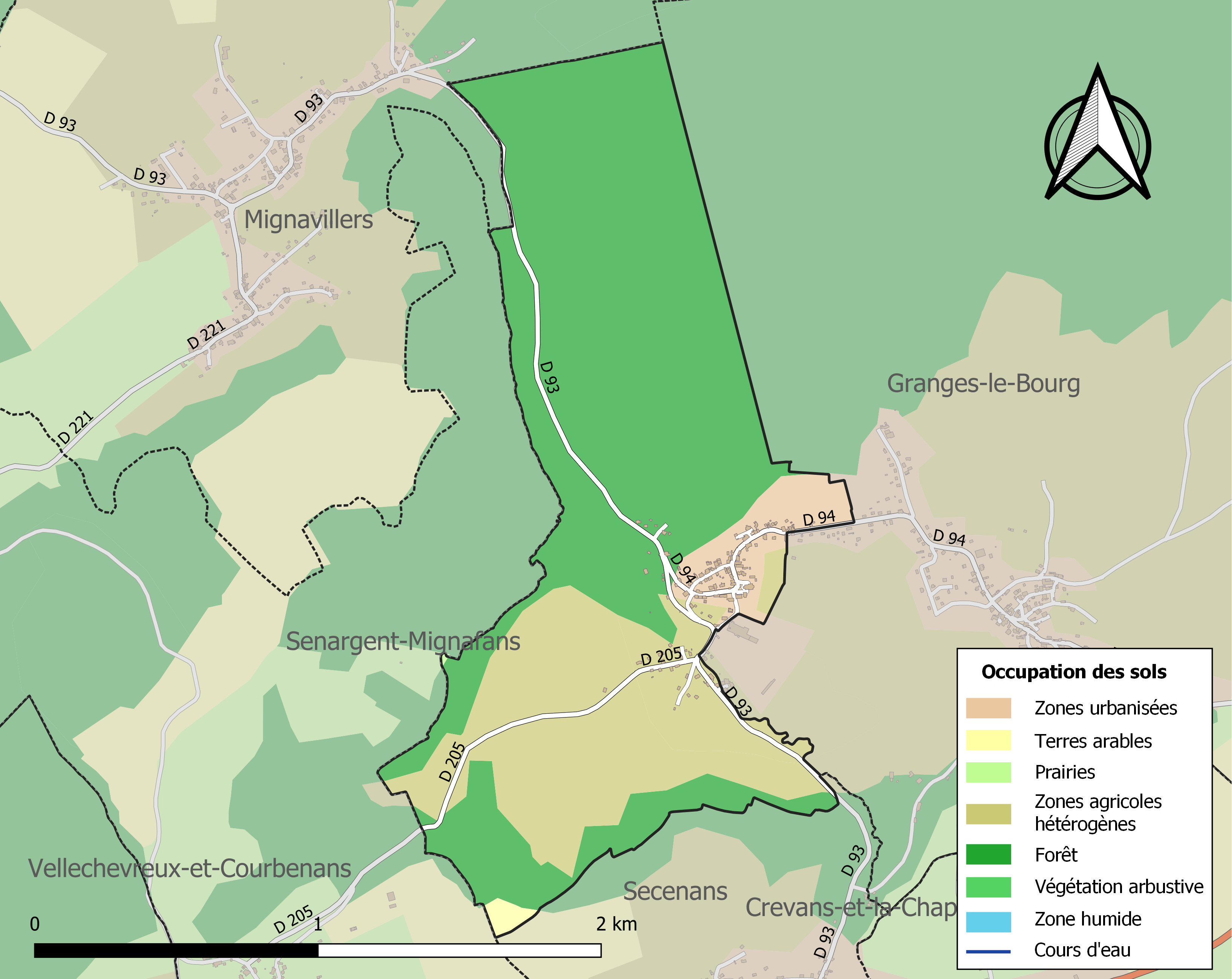
Carte des infrastructures et de l'occupation des sols de la commune en 2018 (CLC).

## Histoire
Au cours de la Révolution française, la commune porta provisoirement le nom de Granges-le-Bas
En 1807, la commune est absorbée par celle voisine de Granges-le-Bourg, en même temps que La Chapelle-lès-Granges, Crevans, Mignafans, Mignavillers et Secenans.
En 1824, la commune est reconstituée à partir de Granges-le-Bourg, incluant les hameaux de Mignafans et de Mignavillers qui deviendront des communes indépendantes à leur tour, le premier en 1832, le second en 1835.

## Politique et administration

Carte départementale représentant en rouge la communauté de communes du Pays de Villersexel.

### Rattachements administratifs et électoraux
La commune fait partie de l'arrondissement de Vesoul du département de la Haute-Saône, en région Bourgogne-Franche-Comté. Pour l'élection des députés, elle dépend de la deuxième circonscription de la Haute-Saône.
Elle fait partie depuis 1801 du canton de Villersexel. Dans le cadre du redécoupage cantonal de 2014 en France, le canton s'est agrandi, passant de 32 à 47.

### Intercommunalité
La commune est membre de la communauté de communes du Pays de Villersexel, créée en le 31 décembre 1999.

### Liste des maires

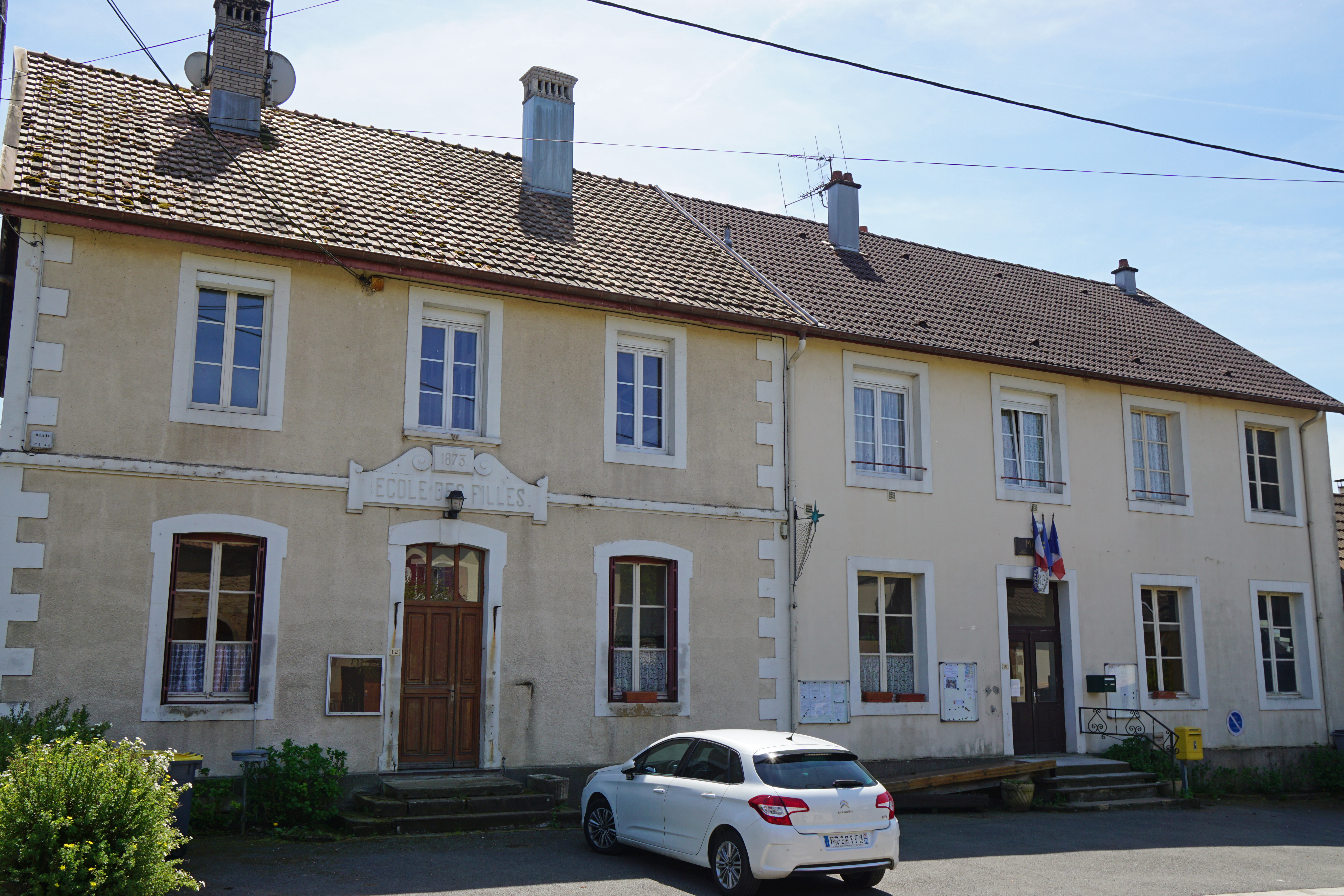
La mairie-école.

| Période                                  | Période                   | Identité       | Étiquette | Qualité                                                             |
| ---------------------------------------- | ------------------------- | -------------- | --------- | ------------------------------------------------------------------- |
| Les données manquantes sont à compléter. |                           |                |           |                                                                     |
| juin 1995                                | mars 2008                 | Jean Galland   |           | Chef d'équipe retraité chez Peugeot                                 |
| mars 2008                                | 2014                      | Daniel Bruchon |           |                                                                     |
| mars 2014                                | En cours (au 25 mai 2020) | Hugo Walz      |           | Ancien chef d’entreprise d’Héricourt Réélu pour le mandat 2020-2026 |

## Démographie
L'évolution du nombre d'habitants est connue à travers les recensements de la population effectués dans la commune depuis 1793. Pour les communes de moins de 10 000 habitants, une enquête de recensement portant sur toute la population est réalisée tous les cinq ans, les populations de référence des années intermédiaires étant quant à elles estimées par interpolation ou extrapolation. Pour la commune, le premier recensement exhaustif entrant dans le cadre du nouveau dispositif a été réalisé en 2006.

En 2022, la commune comptait 184 habitants, en évolution de −2,65 % par rapport à 2016 (Haute-Saône : −1,4 %, France hors Mayotte : +2,11 %).
| 1793 | 1800 | 1806 | 1831 | 1836 | 1841 | 1846 | 1851 | 1856 |
| ---- | ---- | ---- | ---- | ---- | ---- | ---- | ---- | ---- |
| 279  | 290  | 308  | 380  | 381  | 402  | 415  | 423  | 344  |

| 1861 | 1866 | 1872 | 1876 | 1881 | 1886 | 1891 | 1896 | 1901 |
| ---- | ---- | ---- | ---- | ---- | ---- | ---- | ---- | ---- |
| 355  | 322  | 323  | 327  | 303  | 283  | 262  | 233  | 227  |

| 1906 | 1911 | 1921 | 1926 | 1931 | 1936 | 1946 | 1954 | 1962 |
| ---- | ---- | ---- | ---- | ---- | ---- | ---- | ---- | ---- |
| 231  | 297  | 250  | 252  | 243  | 189  | 150  | 167  | 193  |

| 1968 | 1975 | 1982 | 1990 | 1999 | 2006 | 2011 | 2016 | 2021 |
| ---- | ---- | ---- | ---- | ---- | ---- | ---- | ---- | ---- |
| 212  | 221  | 186  | 188  | 197  | 231  | 203  | 189  | 184  |

| 2022 | - | - | - | - | - | - | - | - |
| ---- | - | - | - | - | - | - | - | - |
| 184  | - | - | - | - | - | - | - | - |

## Culture locale et patrimoine

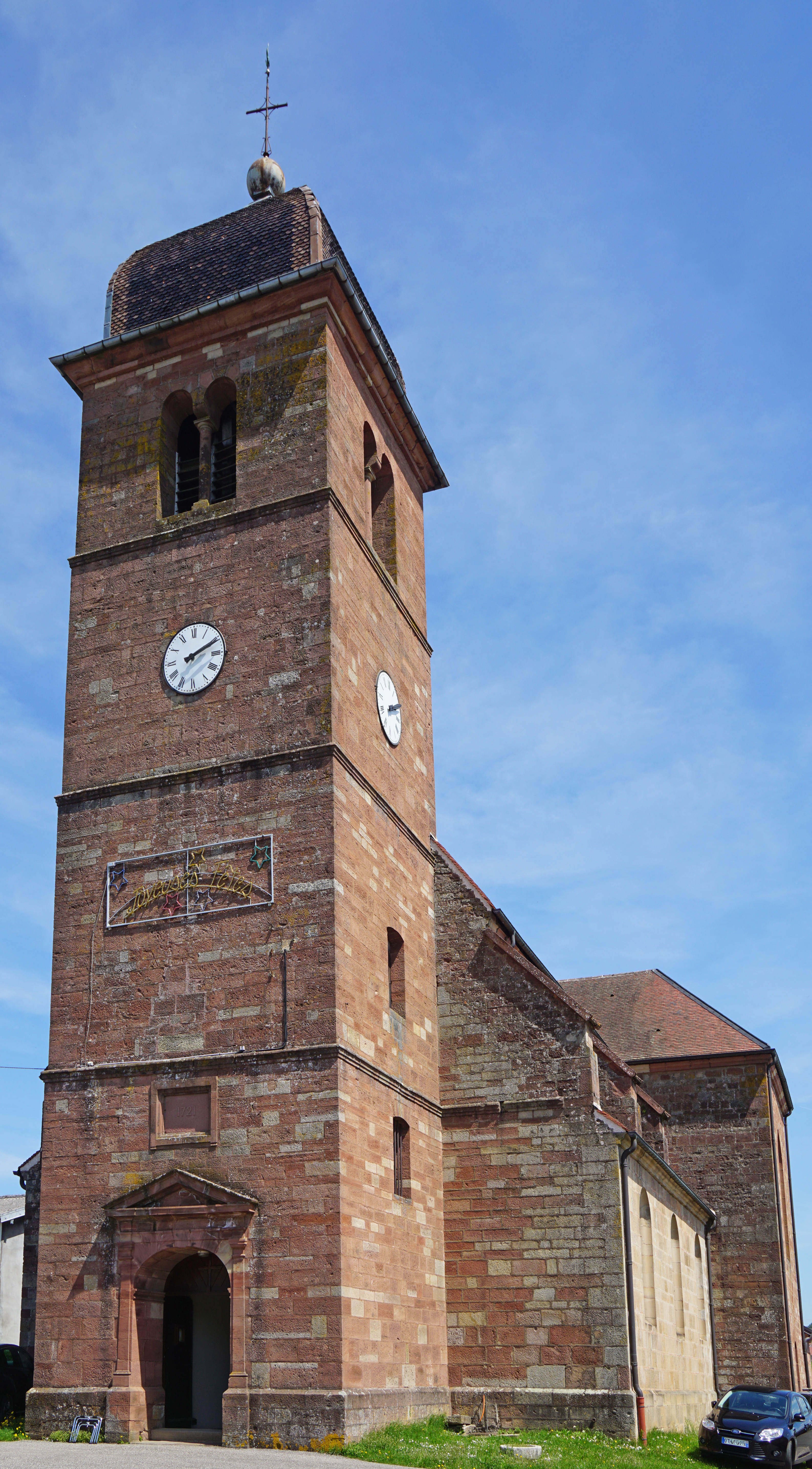
Le clocher.

### Lieux et monuments
- Église (1721-1725), inscrite sur la route des retables, rénovée en 2014[22] :
  - Éléments inscrits[23] monuments historiques :
    - retable et tabernacle du maître-autel (milieu du XVIIIe siècle) ;
    - tableau La Crucifixion de saint Pierre (milieu du XVIIIe siècle) ;
    - deux bas-reliefs (milieu du XVIIIe siècle) ;
    - reliquaire de la Vraie Croix en argent, fabriqué en 1743 par Pierre-François Grandguillaume (maître-orfèvre à Besançon) ;
    - ostensoir en argent, fabriqué en 1786 par Pierre-François Grandguillaume.

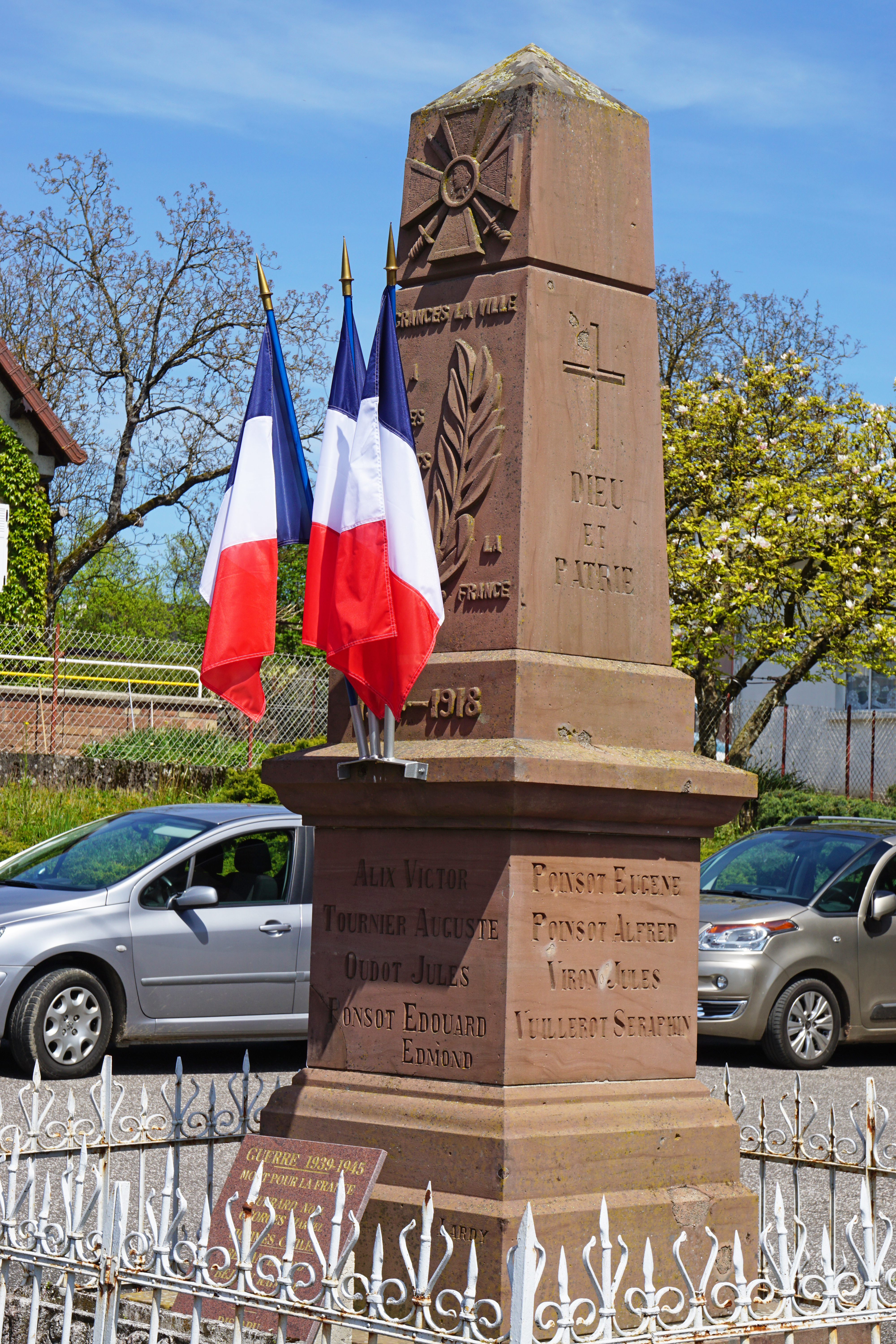
Monument aux morts.
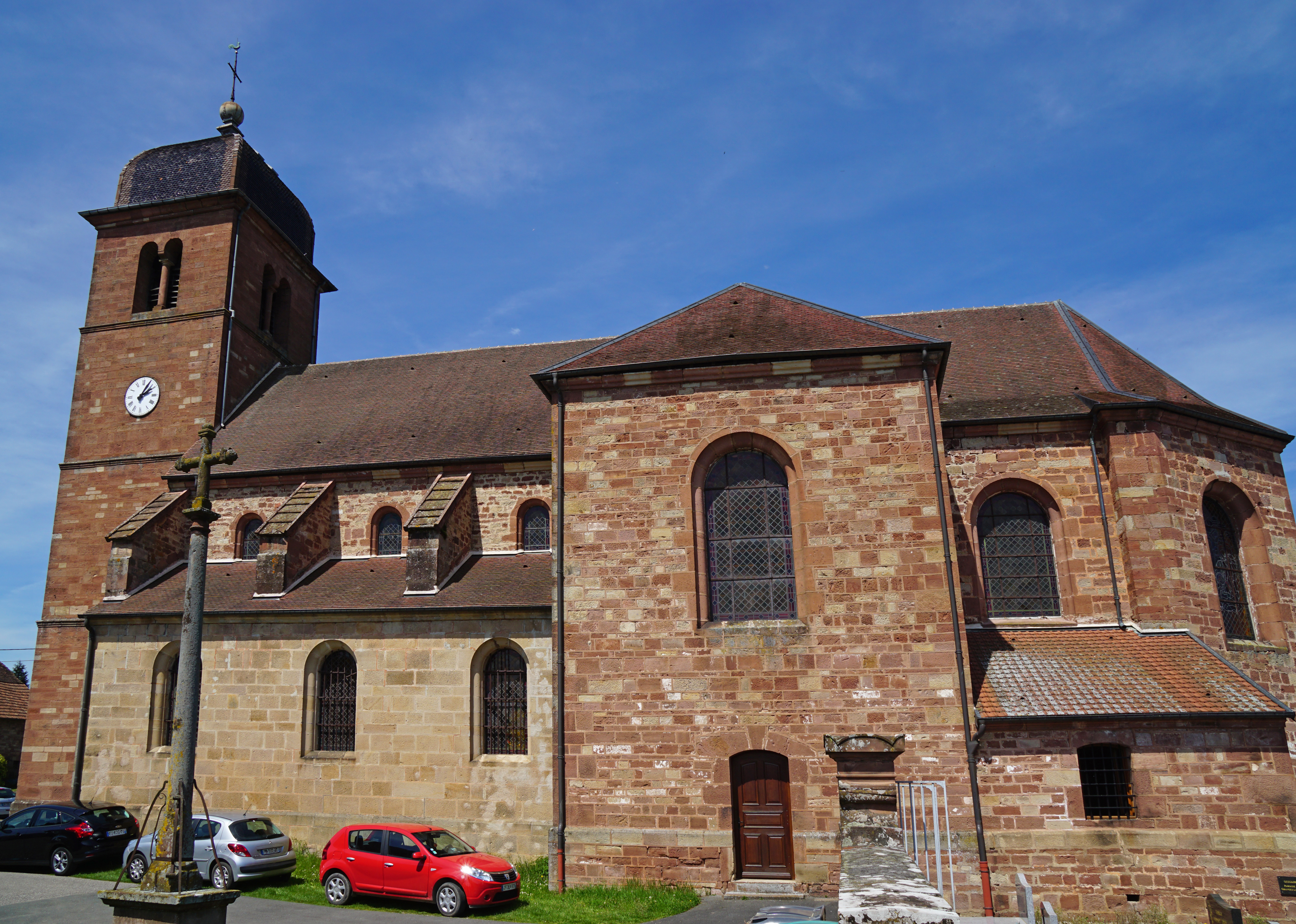
L'église.
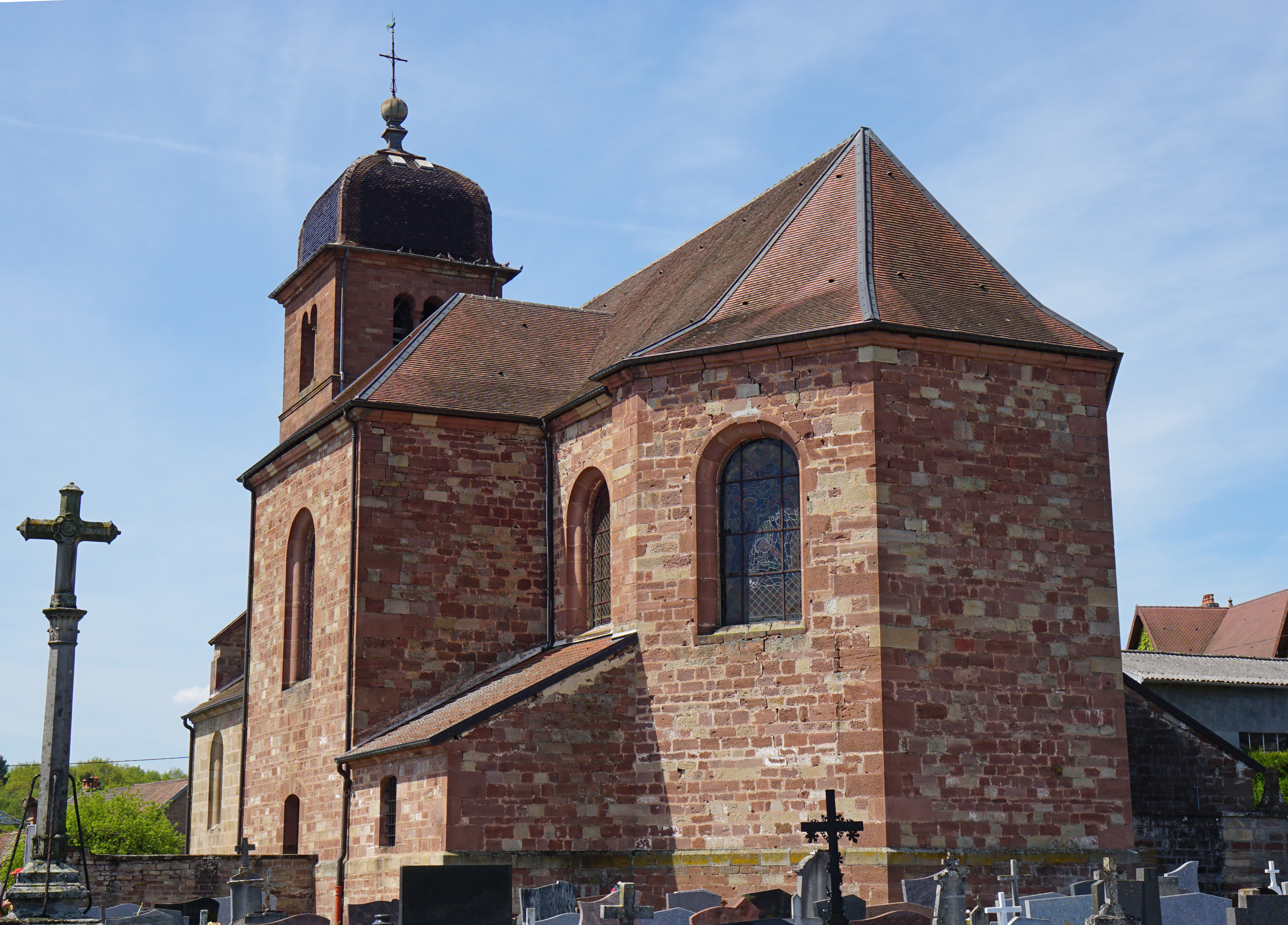
Vue arrière.
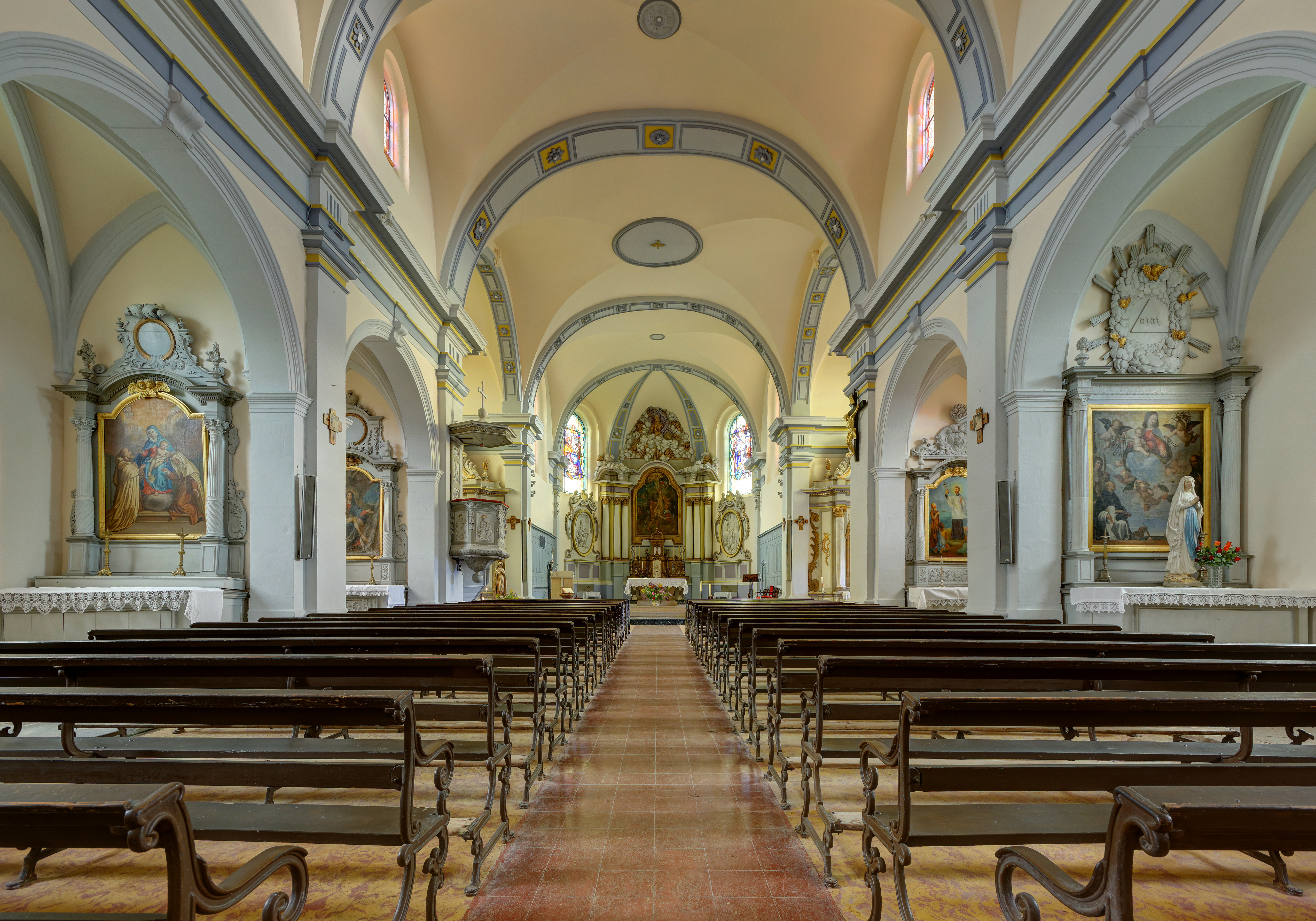
Nef stuquée.

### Héraldique
| Blason de Granges-la-Ville | Blason  | De gueules à deux fléaux d’or passés en sautoir, accompagnés en pointes de deux bars adossés du même. |
| Blason de Granges-la-Ville | Détails | Le statut officiel du blason reste à déterminer.                                                      |